# نورث‌لین
نورث‌لین (انگلیسی: Northlane) یک گروه هوی متال استرالیایی از سیدنی است که در سال ۲۰۰۹ آغاز به کار کرد.